# EMD G8
A EMD G8 é uma locomotiva diesel-elétrica construída entre 1954 e 1965 tanto para exportação quanto para uso doméstico. Foram construídas tanto pela Electro-Motive Division (EMD) nos EUA quanto pela General Motors Diesel Division (EMDD) no Canadá para operar em todas as bitolas entre 1.000mm e 1.667mm. Possuem 950 hp brutos e 875 hp disponíveis para tração, fornecidos por um motor 8-567C. As G8 foram construídas para ferrovias dos seguintes países: Austrália, Brasil, Canadá, Cuba, Egito, Indonésia, Irã, Coreia do Sul, Libéria e Nova Zelândia.

## No Brasil
No Brasil foram compradas 50 unidades, todas pela RFFSA-Rede Ferroviária Federal, recebidas no período de Julho de 1957 a Outubro de 1960, para dieselizar as ferrovias de bitola métrica que ainda operavam a vapor. Sua implantação foi um duro golpe para as a tração a vapor, que foi substituída quase que em sua integridade, por essas maquinas, e suas "primas" de doze cilindros, as G12. As unidades Brasileiras foram todas construídas pela EMD nos EUA. Nos anos 1980 com o SIGO todas as G8 que ainda estavam operacionais foram renumeradas como série 4001-4050. 

### EFSLT e as G8 A1A
Um fato interessante é que as quatro unidades compradas para operar na Estrada de Ferro São Luiz-Teresina, regional da RFFSA, tinha truques A1A-A1A, para melhor distribuir as pouco mais de 70 toneladas nos leves trilhos dessa ferrovia. As maquinas da São Luiz - Terezinha, assim como algumas G12 da VFRGS vieram com a pintura "standard" da EMD, laranja, vermelho e amarelo, o que também ocorreu com as GP9 da Estrada de Ferro Araraquara. Posteriormente essas unidades foram retrucadas como B-B e algumas delas ainda operam na Ferrovia Centro-Atlântica. 
Abaixo Relação de compra das G8 no Brasil:
| Quantidade | Ferrovia Original | Número de Fab. Inicial | Número de Fab. Final | Série na RFFSA (pré-SIGO) | Data de Recebimento |
| ---------- | ----------------- | ---------------------- | -------------------- | ------------------------- | ------------------- |
| 13         | EFL               | 24649                  | 24661                | 2101 a 2113               | Agosto/1958         |
| 17         | RMV               | 24662                  | 24678                | 2101 a 2117               | Setembro/1958       |
| 9          | RFFSA             | 26124                  | 26132                | 641 a 649                 | Outubro/1960        |
| 5          | RFFSA             | 26133                  | 26137                | 2111 a 2115               | Outubro/1960        |
| 2          | RFFSA             | 26138                  | 26139                | 2121 a 2122               | Outubro/1960        |
| 4          | EFSLT             | 23574                  | 23577                | 501 a 504                 | Junho/1957          |

## Clyde e Suas Variações
A G8 também foi construída na Austrália sobre licença da Clyde Engineering, tendo a Victorian Railways como compradora de um total de 89 entre 1955 e 1969 com variações posteriores incluindo cabine redesenhada, carcaça e radiadores, sendo nomeada como G8B e posteriormente equipadas com o novo motor 645E a partir de 1967 como G18B, substituindo o 567C que equipou todas as G8.

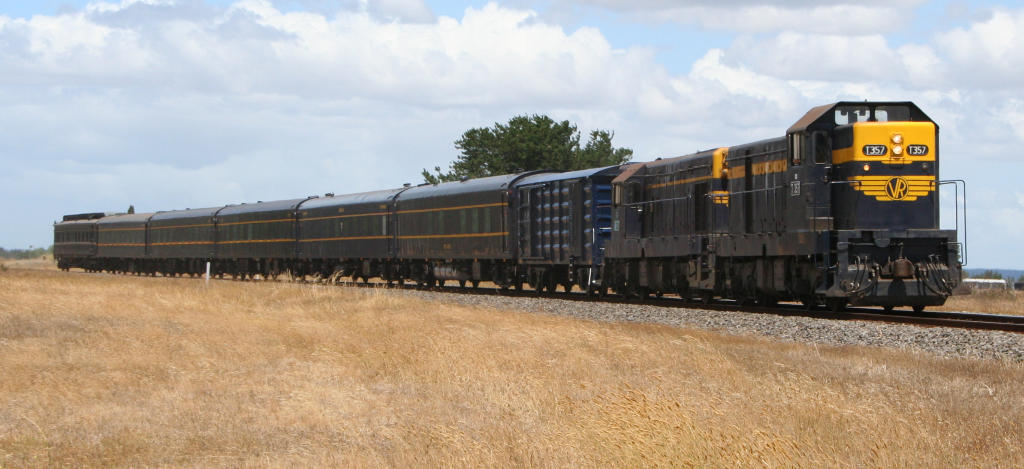
Uma dupla de locomotivas classe T (T357 e T320) da extinta Victorian Railways traciona essa composição restaurada pela Seymour Railway Heritage Centre. Essa locomotiva é uma versão da EMD G8 fabricada sob licença pela Clyde Engineering.
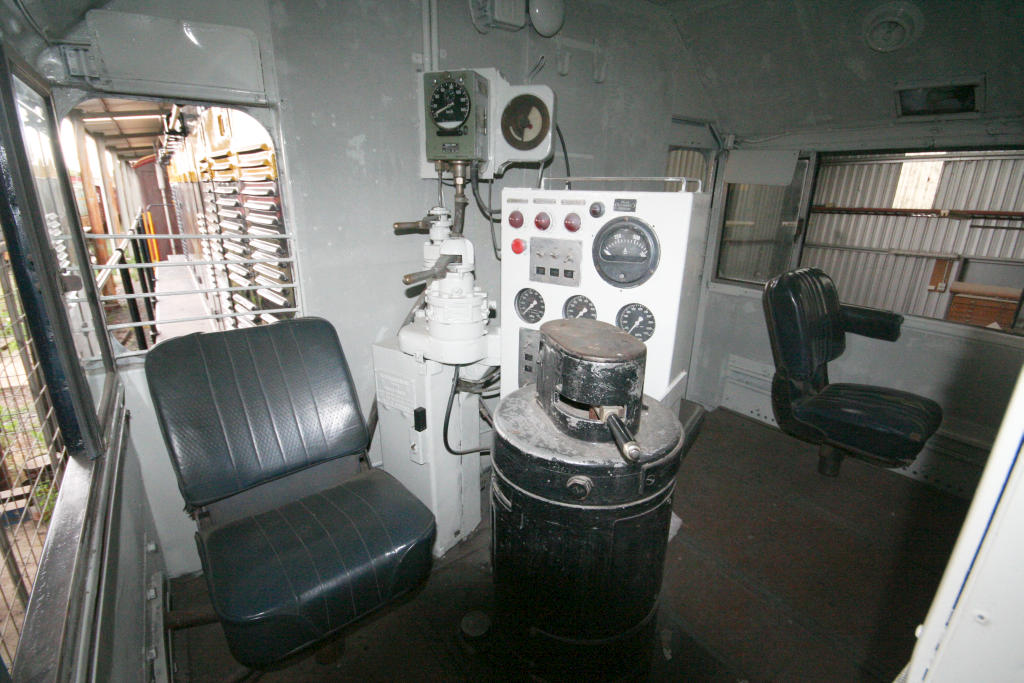
Cabine da locomotiva classe T da extinta Victorian Railways.
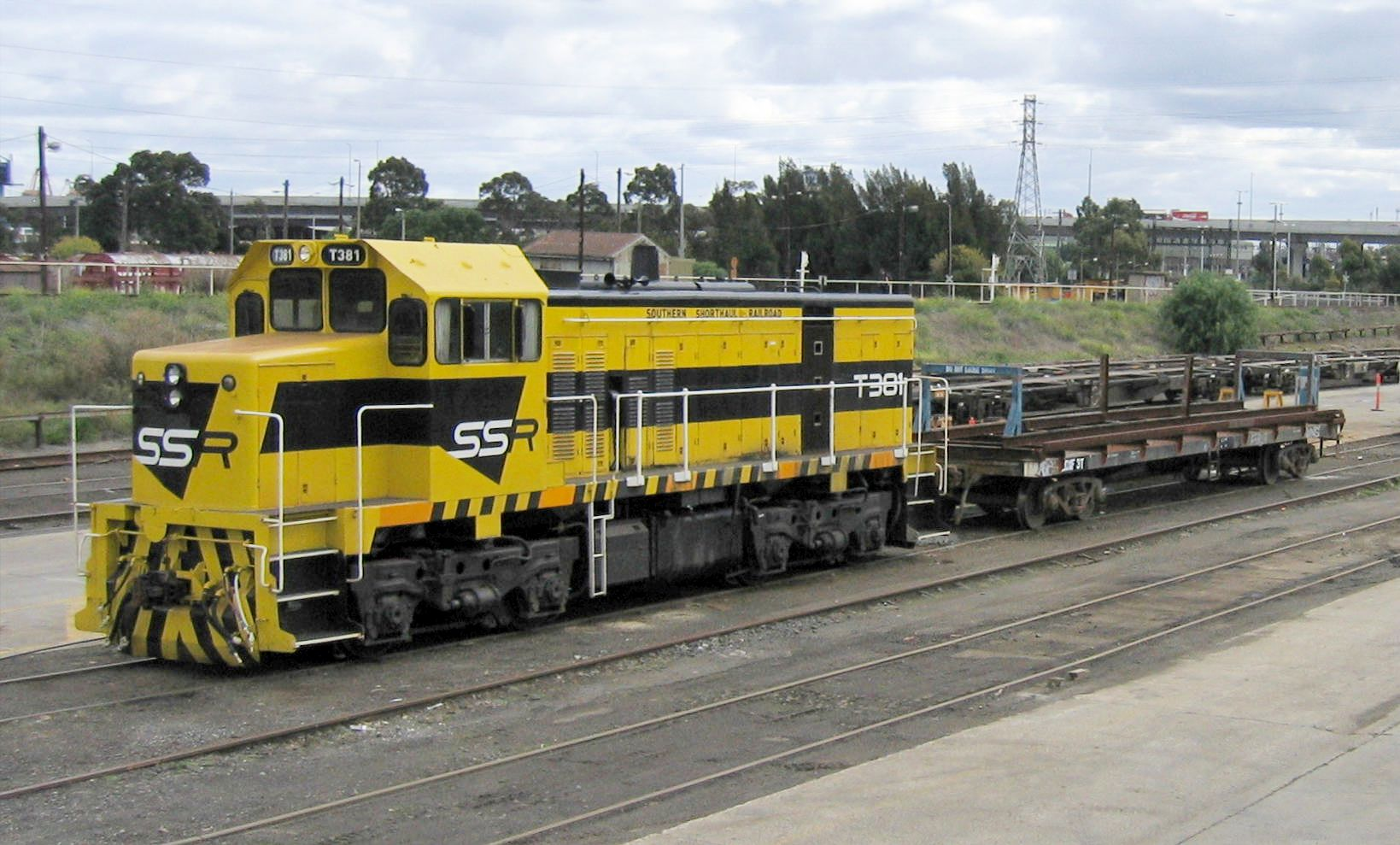
Locomotiva T-381 na versão Low nose.